# 5260 Філверон
5260 Філверон (5260 Philvéron) — астероїд головного поясу, відкритий 2 вересня 1989 року.
Тіссеранів параметр щодо Юпітера — 3,366.